# إرنست جي. مورتنسن
إرنست جي. مورتنسن (بالنرويجية البوكمول: Ernst G. Mortensen)‏ هو ناشر نرويجي، ولد في 17 سبتمبر 1887، وتوفي في 13 أكتوبر 1966.